# 12766 Paschen
12766 Paschen è un asteroide della fascia principale. Scoperto nel 1993, presenta un'orbita caratterizzata da un semiasse maggiore pari a 3,0433073 UA e da un'eccentricità di 0,0438623, inclinata di 9,73053° rispetto all'eclittica.